# Filmes de 1948 da RKO Pictures

## A RKO em 1948

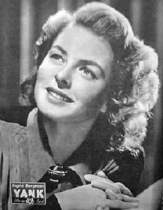
Ingrid Bergman juntou-se a Walter Wanger e Victor Fleming para formar a Sierra Pictures, com o propósito único de rodar Joan of Arc, uma biografia. O filme recebeu dois prêmios Oscar.

Um grande abalo abateu-se sobre a RKO em maio, quando Howard Hughes comprou 929.000 ações da corporação por quase 9 milhões de dólares. O episódio, conhecido como a maior transação da indústria cinematográfica desde que a 20th Century-Fox assumiu a Fox Films, provocou uma série de rumores, o que levou Dore Schary a declarar à imprensa que ele deveria continuar como chefe de produção. Enquanto isso, na tentativa de acalmar os corredores, N. Peter Rathvon garantiu que ninguém seria despedido. Logo depois, contudo, 75% dos empregados foram mandados embora e a produção baixou ao mínimo absoluto. Schary, por sua vez, acabou por sair em julho, devido a interferência de Hughes. Rathvon, então, reassumiu as rédeas da produção, porém demitiu-se em menos de duas semanas.

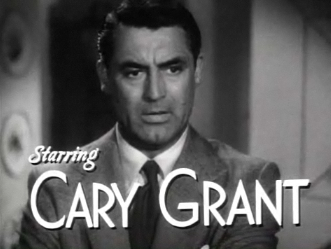
Cary Grant no trailer de Every Girl Should Be Married. Essa comédia foi lançada no Natal e tornou-se o maior sucesso da RKO no ano.

Bicknell Lockhart, C. J. Tevlin e o veterano Sid Rogell tornaram-se os operadores do estúdio em julho, enquanto Ned E. Depinet assumiu a presidência em setembro. Como a quantidade de novas produções foi drasticamente reduzida, eles tiveram de enfrentar problemas com o cumprimento dos contratos com os 25 atores com quem a companhia tinha acordos. Esses contratos estipulavam a realização de 43 filmes, a maioria com cláusulas que asseguravam que os astros receberiam mesmo se não trabalhassem.
Apesar de filmes já prontos assegurarem a regularidade dos lançamentos, o estúdio fazia questão de enfatizar a todo momento que as atividades logo voltariam aos níveis pré-Hughes. Entretanto, um comunicado a toda a Hollywood dizendo que a RKO não mais contrataria roteiristas pôs um fim a esses pronunciamentos.
Em meio a tudo isso, estourou o escândalo da prisão de Robert Mitchum, pego fumando maconha. A RKO decidiu não demiti-lo, apesar de toda a propaganda negativa e dos protestos recebidos em forma de cartas indignadas. Declarado culpado, Mitchum passou 60 dias atrás das grades e 2 anos em prisão domiciliar, o que, surpreendentemente, não acabou com sua carreira. Pelo contrário, a fama que o episódio lhe trouxe deve tê-lo ajudado a tornar-se o astro mais importante do estúdio no fim da década.
A RKO lançou 30 filmes em 1948. A maioria deu prejuízo, porque a frequência às salas exibidoras caía continuamente. Os que se saíram melhor foram Every Girl Should Be Married, Fort Apache e Rachel and the Stranger. Joan of Arc, produção independente distribuída pela RKO, ganhou o primeiro Oscar da nova categoria Melhor Figurino (em cores) e também o de Melhor Fotografia (em cores), além de um Prêmio Especial concedido ao produtor Walter Wanger. A outra única estatueta foi concedida a Seal Island, uma produção dos Estúdios Disney, na categoria Melhor Curta Metragem em Live-Action: 2 Bobinas.
A contabilidade registrou um lucro final de $504.044, já descontadas perdas de $3.357.371, referentes a "investimentos em produções, roteiros e continuidades".

## Prêmios Oscar
Vigésima-primeira cerimônia, com os filmes exibidos em Los Angeles no ano de 1948.
| Filme           | Indicações | Premiações                                        |
| --------------- | --- | ------------------------------------------------- |
| I Remember Mama | Melhor Atriz (Irene Dunne) Melhor Ator Coadjuvante (Oskar Homolka Melhor Atriz Coadjuvante (Barbara Bel Geddes) Melhor Atriz Coadjuvante (Ellen Corby) Melhor Fotografia (preto e branco) | ---                                               |
| Joan of Arc     | Melhor Atriz (Ingrid Bergman) Melhor Ator Coadjuvante (Jose Ferrer) Melhor Fotografia (Cores) Melhor Edição Melhor Direção de Arte Melhor Figurino (Cores) Melhor Trilha Sonora           | Melhor Fotografia (Cores) Melhor Figurino (Cores) |
| Seal Island     | Melhor Curta Metragem em Live-Action: 2 Bobinas | Melhor Curta Metragem em Live-Action: 2 Bobinas   |

### Prêmios Especiais ou Técnicos
- Walter Wanger: Oscar Honorário, "pelo notável serviço prestado ao fortalecer a estatura moral da indústria [cinematográfica] perante a comunidade mundial, graças à produção do filme Joan of Arc."[1] (Wanger recusou o prêmio por julgar que o filme merecia ter recebido, pelo menos, a indicação de Melhor Filme).[3]

## Os filmes do ano
| Título original                      | Título PT/BR              | Título PT/PT                   | Astros                                | Diretor                |
| ------------------------------------ | ------------------------- | ------------------------------ | ------------------------------------- | ---------------------- |
| The Arizona Ranger                   | O Valente do Arizona      |                                | Tim Holt, Jack Holt                   | John Rawlins           |
| Berlin Express                       | Expresso para Berlim      | O Expresso de Berlim           | Merle Oberon, Robert Ryan             | Jacques Tourneur       |
| Blood on the Moon                    | Sangue na Lua             | Céu Vermelho                   | Robert Mitchum, Barbara Bel Geddes    | Robert Wise            |
| Bodyguard                            | Crime na Estrada          | O Meu Guarda-Costas            | Lawrence Tierney, Priscilla Lane      | Richard Fleischer      |
| Every Girl Should Be Married         | Quero Este Homem          | Todas as Raparigas Devem Casar | Cary Grant, Diana Lynn                | Don Hartman            |
| Fighting Father Dunne                | Sublime Ideal             |                                | Pat O'Brien, Darryl Hickman           | Ted Tetzlaff           |
| Fort Apache                          | Sangue de Heróis          | Forte Apache                   | John Wayne, Henry Fonda               | John Ford              |
| The Fugitive                         | Domínio dos Bárbaros      | O Fugitivo                     | Henry Fonda, Dolores del Rio          | John Ford              |
| Good Sam                             | A Felicidade Bate à Porta | O Bom Samaritano               | Gary Cooper, Ann Sheridan             | Leo McCarey            |
| Guns of Hate                         | Armas do Ódio             |                                | Tim Holt, Nan Leslie                  | Lesley Selander        |
| I Remember Mama                      | A Vida de Um Sonho        | O Seu Grande Mistério          | Irene Dunne, Barbara Bel Geddes       | George Stevens         |
| If You Knew Susie                    | Você Conhece Susie?       | A Herança de Biliões           | Eddie Cantor, Joan Davis              | Gordon Douglas         |
| Indian Agent                         | O Agente da Morte         |                                | Tim Holt, Noah Beery Jr.              | Lesley Selander        |
| Joan of Arc                          | Joana d'Arc               | Joana d'Arc                    | Ingrid Bergman, Francis L. Sullivan   | Victor Fleming         |
| Melody Time                          | Tempo de Melodia          | Tempo de Melodia               | Animação                              | Clyde Geronimi et alli |
| The Miracle of the Bells             | O Milagre dos Sinos       | O Milagre dos Sinos            | Fred MacMurray, Alida Valli           | Irving Pichel          |
| Mr. Blandings Builds His Dream House | Lar, Meu Tormento         | O Lar dos Meus Sonhos          | Cary Grant, Myrna Loy                 | H. C. Potter           |
| Mystery in Mexico                    | Mistério no México        |                                | William Lundigan, Jacqueline White    | Robert Wise            |
| Night Song                           | Melodia da Noite          | A Luz Que Nos Guia             | Dana Andrews, Merle Oberon            | John Cromwell          |
| La Perla                             | A Pérola                  | A Pérola                       | Pedro Armendáriz, Maria Elena Márques | Emílio Fernández       |
| Race Street                          |                           | A Rua da Aventura              | George Raft, William Bendix           | Edwin L. Marin         |
| Rachel and the Stranger              | O Homem Que Eu Amo        | Raquel, A Escrava Branca       | Loretta Young, William Holden         | Norman Foster          |
| Return of the Bad Men                | A Volta dos Homens Maus   | Voltaram os Malvados           | Randolph Scott, Robert Ryan           | Ray Enright            |
| So Well Remembered                   | Aquele Dia Inesquecível   | A Esquina da Vida              | John Mills, Martha Scott              | Edward Dmytryk         |
| A Song Is Born                       | A Canção Prometida        | O Professor de Música          | Danny Kaye, Virginia Mayo             | Howard Hawks           |
| Station West                         | No Coração do Oeste       | Homens de Aço                  | Dick Powell, Jane Greer               | Sidney Lanfield        |
| Tarzan and the Mermaids              | Tarzan e as Sereias       | Tarzan e as Sereias            | Johnny Weissmuller, Brenda Joyce      | Robert Florey          |
| Variety Time                         |                           |                                | Frankie Carle, Hans Conried           | Hal Yates              |
| The Velvet Touch                     | A Última Noite de Glória  | A Voz da Consciência           | Rosalind Russell, Leo Genn            | Jack Gage              |
| Western Heritage                     | Herança Fatal             |                                | Tim Holt, Nan Leslie                  | Wallace Grissell       |